# Gorazd de Bulgarie
 (février 2020).
Si vous disposez d'ouvrages ou d'articles de référence ou si vous connaissez des sites web de qualité traitant du thème abordé ici, merci de compléter l'article en donnant les références utiles à sa vérifiabilité et en les liant à la section « Notes et références ».
Gorazd de Bulgarie est un saint de l'Église orthodoxe bulgare, né au IXe siècle et mort au Xe siècle. Il est le disciple de Cyrille et Méthode, et est considéré comme l'un des Sept Saints de l'Église bulgare avec saint Cyrille, saint Méthode, saint Clément, saint Naum, saint Angelar  et saint Sava.

## Liens
- Notices d'autorité :   - VIAF
  - LCCN
  - GND
  - Pologne
  - Tchéquie
  - WorldCat